# De Anna (molen)
De Anna is de naam van een ronde stenen molen te Berghem die gebouwd is in 1875. Ten gevolge van een brand op 3 juni 1970 is de molen uitgebrand en sedertdien is slechts een lege stenen romp aanwezig.

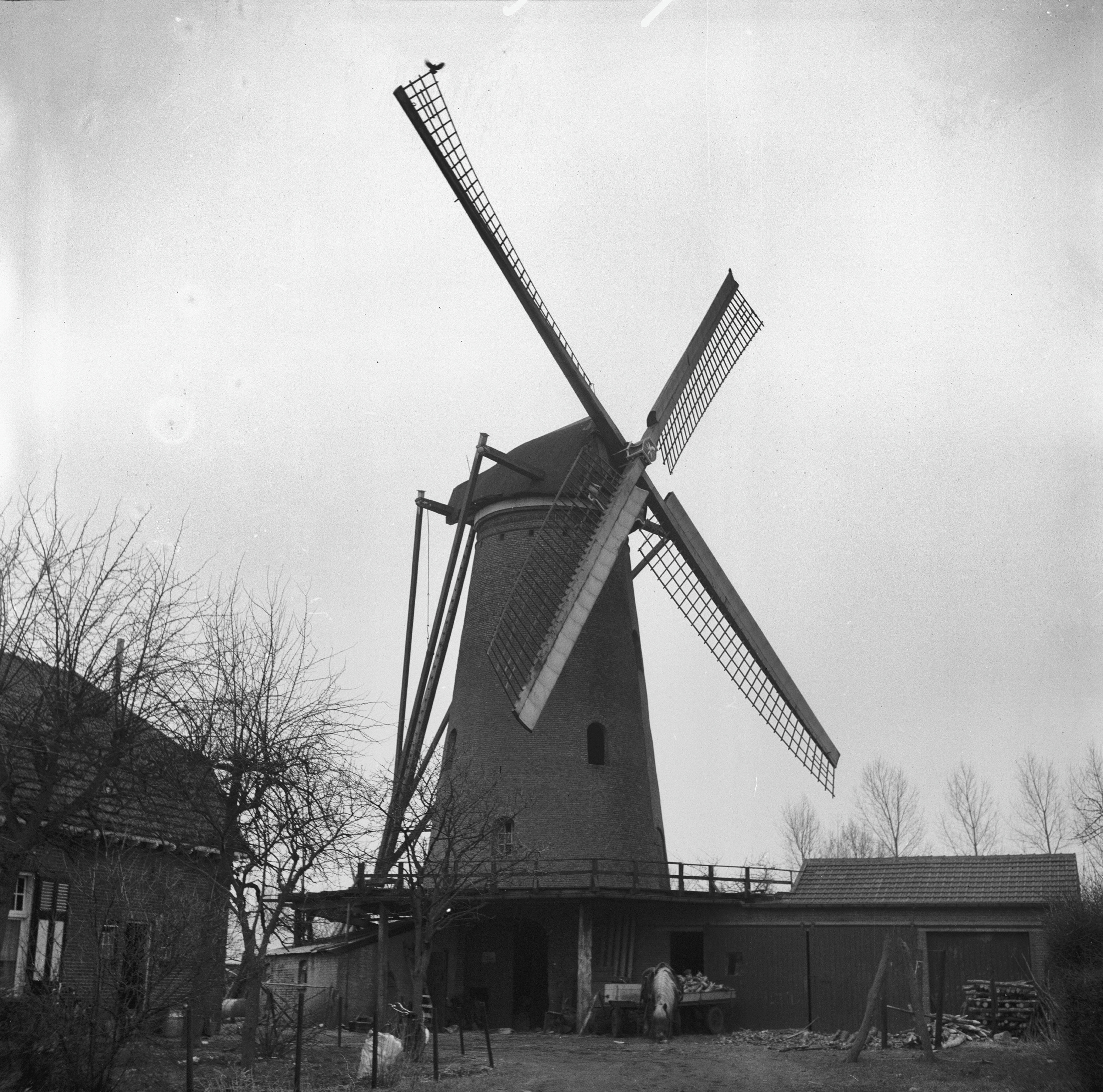
De molen vóór de brand (feb. 1965)

De molen bevindt zich aan de Halve Morgenstraat 1, tussen Berghem en Koolwijk. Het was een stellingmolen die dienst heeft gedaan als korenmolen.
Ooit had Berghem drie windmolens, maar De Anna is de enige waar nog een overblijfsel van rest. Op de kap stond vroeger een windvaantje in de vorm van een varken, voorzien van het jaartal 1882.
In 1938 kreeg de molen gestroomlijnde wieken volgens het Systeem van Bussel. Vanaf 1963 heeft de molen niet meer gedraaid.
Na de brand is zeer lang geen poging tot herstel meer gedaan. De molen is na de brand zelfs van de Rijksmonumentenlijst afgevoerd. In 2003 echter begonnen zich initiatieven te ontplooien die op termijn tot restauratie zouden moeten leiden.
In 2008 is stichting De Berghemse molen opgericht, deze heeft de molen op de gemeentelijke monumentenlijst laten plaatsen, hierdoor is een mogelijke sloop van de molen voorkomen. Het uiteindelijke doel van de stichting is het realiseren van een volledig gerestaureerde (maalvaardige) molen.

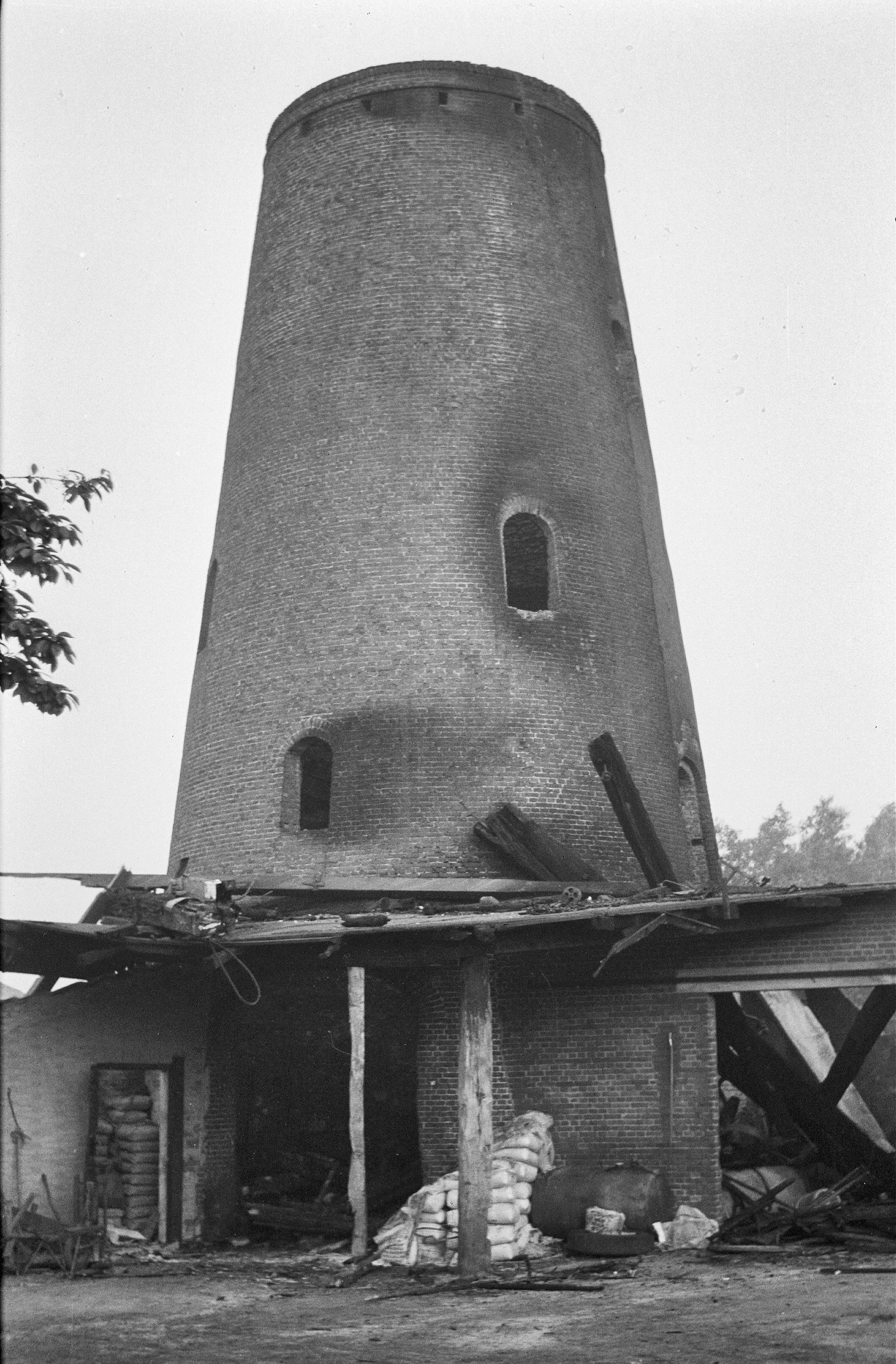
De molen net na de brand (juni 1970)